# Ígor Chislenko
Ígor Leonídovich Chislenko (en ruso: Игорь Леонидович Численко; Moscú, Unión Soviética, 4 de enero de 1939-Moscú, Rusia, 22 de septiembre de 1994) fue un jugador de fútbol Ruso. Jugó como mediocampista en el Dinamo de Moscú y en el FC Astana.
Con la Selección de fútbol de la Unión Soviética jugó un total de 53 partidos anotando un total de 20 goles. Llegó a disputar los mundiales de 1962 y de 1966 además de la Eurocopa de 1964 y 1968.

## Selección nacional
Chislenko debutó oficialmente en un partido contra la Selección de fútbol de China el cual terminó 1-0 a favor de los soviéticos. Gracias al buen rendimiento que tuvo en el Dinamo fue convocado a jugar en el mundial de 1962 donde fueron eliminados en cuartos de final luego de perder 2-1 contra el anfitrión Chile. En la copa convirtió 2 goles, el primero durante la fase de grupos en el empate a 4 goles contra Colombia en el cual antes de convertir evadiría varios defensas, mientras que el segundo lo anotaría en los cuartos de final contra Chile luego de varios errores de la defensa chilena.
En el mundial siguiente Chislenko jugó 4 partidos incluyendo la semifinal de la copa donde fueron derrotados por la República Federal de Alemania por 2-1, partido en que Ígor fue expulsado poco tiempo después que Helmut Haller convirtiera el 2 a 1 para Alemania.

## Participaciones en Copas del mundo
| Mundial                        | Sede       | Resultado        | PJ | Goles |
| ------------------------------ | ---------- | ---------------- | -- | ----- |
| Copa Mundial de Fútbol de 1962 | Chile      | Cuartos de final | 3  | 2     |
| Copa Mundial de Fútbol de 1966 | Inglaterra | Semifinal        | 4  | 0     |

### Goles en Copas del mundo
| # | Día                 | Lugar                                 | Oponente | Marcador | Resultado | Competición  |
| - | ------------------- | ------------------------------------- | -------- | -------- | --------- | ------------ |
| 1 | 3 de junio de 1962  | Estadio Carlos Dittborn, Arica, Chile | Colombia | 2–0      | 4–4       | Mundial 1962 |
| 2 | 10 de junio de 1962 | Estadio Carlos Dittborn, Arica, Chile | Chile    | 1–1      | 2–1       | Mundial 1962 |

## Clubes
| Club            | País            | Año         |
| --------------- | --------------- | ----------- |
| Dinamo de Moscú | Unión Soviética | 1957 - 1970 |
| FC Astana       | Unión Soviética | 1971        |

## Palmarés
| Título         | Club               | País            | Año  |
| -------------- | ------------------ | --------------- | ---- |
| Liga Soviética | F. C. Dinamo Moscú | Unión Soviética | 1959 |
| Liga Soviética | F. C. Dinamo Moscú | Unión Soviética | 1963 |
| Copa Soviética | F. C. Dinamo Moscú | Unión Soviética | 1967 |